# Anita (Anders And)
 For alternative betydninger, se Anita (flertydig). (Se også artikler, som begynder med Anita)
 Anita  (engelsk: Dickie Duck) er en figur skabt af den italienske Disney-tegner Romano Scarpa, som er teenager og en god veninde af Rip, Rap og Rup. I nogle tidligt oversatte historier hed hun Tinka, men siden gik hun i Jumbobøgerne under navnet Anita. I de tidlige historier omtaltes hun som niece af Joakim von Ands ungdomskærlighed Gyldne Gulda.
Hun har en særlig evne til at finde på både det ene og det andet forehavende, som hun får de tre unger med på. Der kommer snart det ene og snart det andet ud af det. Men hun har evnen til at slippe godt fra det.
| Portal | Portal:Disney |